# Bolbelasmus arcuatus
Bolbelasmus arcuatus es una especie de coleóptero de la familia Geotrupidae.

## Distribución geográfica
Habita en México y Panamá.